# Thaumantis paramita
Thaumantis paramita är en fjärilsart som beskrevs av Hans Fruhstorfer 1905. Thaumantis paramita ingår i släktet Thaumantis och familjen praktfjärilar. Inga underarter finns listade i Catalogue of Life.